# Моцпан, Никита
Никита Мо́цпан (рум. Nichita Moțpan; род. 17 июля 2001, Бельцы, Молдова) — молдавский футболист, выступающий на позиции полузащитника за российский «Факел» и национальную сборную Молдовы.

## Клубная карьера
Воспитанник клуба «Заря» (Бельцы). В 16 лет переехал в Россию, где находился в системе казанского «Рубина». Через два года вернулся в Бельцы. В марте 2021 года было объявлено о переходе Моцпана в клуб второго польского дивизиона «Белхатув» (пресс-службой польского клуба был даже представлен в качестве новичка на официальном сайте), но трансфер сорвался. По итогам сезона-2020/21 вместе с клубом, который стал носить название «Белць», вышел из Дивизии «А» в Национальный дивизион — высшую лигу Молдавии, забил 13 мячей в 23 матчах первенства. В начале 2022 года находился на просмотре в российском клубе «Нижний Новгород», но покинул команду Александра Кержакова после первого турецкого сбора. Во второй половине 2022 года играл на правах аренды в израильском «Хапоэле» из Хайфы. Вернувшись, в 2023 году в составе клуба «Белць» стал финалистом Кубка Молдавии.
18 июля 2023 года на официальном сайте российского клуба «Факел» появилось сообщение о достигнутой договорённости о переходе Моцпана.

## Карьера в сборной
В домашнем матче Лиги наций-2022/23 против Латвии (2:4) отметился голом, вышел на замену на 53-минуте вместо Михая Платики и через 11 минут сделал счёт 2:3, отличившись ударом головы после фланговой подачи Вадима Рацэ.
Участник отборочных матчей чемпионата Европы 2024 года. Ранее играл за молдавскую сборную из игроков до 21 года (9 матчей в отборе на молодёжный Евро-2023) и юношеские сборные Молдавии.

## Статистика

### Клубная
| Выступление      | Выступление      | Выступление      | Чемпионат | Чемпионат | Кубки | Кубки | Итого | Итого |
| Клуб             | Лига             | Сезон            | Игры      | Голы      | Игры  | Голы  | Игры  | Голы  |
| ---------------- | ---------------- | ---------------- | --------- | --------- | ----- | ----- | ----- | ----- |
| Бэлць            | Дивизия А        | 2020/21          | 23        | 13        | 0     | 0     | 23    | 13    |
| Бэлць            | Супер Лига       | 2021/22          | 23        | 7         | 1     | 0     | 24    | 7     |
| Бэлць            | Супер Лига       | 2022/23          | 10        | 0         | 4     | 2     | 14    | 2     |
| Бэлць            | Итого            | Итого            | 56        | 20        | 5     | 2     | 61    | 22    |
| Хапоэль          | Премьер-лига     | 2022/23          | 4         | 0         | 4     | 0     | 8     | 0     |
| Хапоэль          | Итого            | Итого            | 4         | 0         | 4     | 0     | 8     | 0     |
| Факел            | Премьер-лига     | 2023/24          | 12        | 1         | 4     | 0     | 16    | 1     |
| Факел            | Итого            | Итого            | 12        | 1         | 4     | 0     | 16    | 1     |
| Всего за карьеру | Всего за карьеру | Всего за карьеру | 64        | 21        | 13    | 2     | 77    | 23    |

Примечание. Данные по сезонам Кубка Молдавии 2020/21 и 2021/22, возможно, неполные.